# Constantin von Alvensleben
Pour les articles homonymes, voir von Alvensleben.
Constantin von Alvensleben, né le 26 août 1809 et mort le 28 mars 1892, est un général de l’armée prussienne.

## Biographie
Né à Eichenbarleben en royaume de Westphalie, dans une très ancienne famille de la haute noblesse prussienne, Alvensleben entame dès l'âge de 18 ans une carrière militaire. Il a quatre frères, dont Werner (de) et Gustav qui sont également devenus généraux.

## Carrière militaire
Constantin von Alvensleben entre dans le corps des cadets de la Garde royale en 1827. Lieutenant en 1842, il devient capitaine en 1849, puis major au Grand État-Major de l'Armée prussienne en 1853. Après sept ans, il est nommé au ministère de la Guerre ; il obtient ensuite le grade de colonel, et commande le 1er régiment de grenadiers de la Garde jusqu’en 1864, date à laquelle il devient major-général lors de la guerre des Duchés.
Alvensleben commande la 2e brigade d'infanterie de la Garde lors de la guerre austro-prussienne en 1866. Au combat de Soor (Burkersdorf) le 28 juin, il se distingue personnellement, et à la bataille de Königgrätz, son énergie et son esprit d’initiative à la tête des unités avancées de la Garde sont encore plus appréciées[réf. nécessaire]. Peu après, il succède à Wilhelm Hiller von Gärtringen (de), tombé lors de la bataille, à la tête de la division, avec le grade de lieutenant général. Il conserve ce commandement à la fin de la guerre, et reçoit la décoration Pour le Mérite.
En 1870, au commencement des hostilités de la guerre franco-allemande, Alvensleben remplace le prince Frédéric Charles au commandement du 3e corps d'armée, au sein de la 2e armée. À la bataille de Spicheren, le 6 août, il rassemble les 12e, 48e (pl) et 52e régiments d'infanterie (pl) pour une offensive lancée sur le Rothenberg : mais les canons à balles français brisent cette attaque imprudente dans laquelle meurt le général von François. À la bataille de Mars-la-Tour, quelques jours plus tard, il ordonne à la brigade de cavalerie Bredow de lancer une charge de dégagement de l’infanterie brandebourgeoise. La brigade, comprenant les 3e hussards, 13e et 16e uhlans, perdit la moitié de ses effectifs au cours de la Totenritt (chevauchée de la mort). 
Il remporte cependant quelques victoires, dont la prise d'Épernon le 4 octobre 1870.
Il reçoit l’ordre de l'Aigle noir peu de temps avant sa mort, et le 52e régiment d'infanterie (pl) caserné à Cottbus (Brandebourg) est nommé von Alvensleben en son honneur. 
Uns statue en bronze due au sculpteur berlinois Ludwig Cauer est élevée en son honneur en 1913 à Cottbus. Elle semble avoir disparu durant la seconde guerre mondiale.